# Tortula bolanderi
Tortula bolanderi là một loài Rêu trong họ Pottiaceae. Loài này được (Lesq. & James) M. Howe miêu tả khoa học đầu tiên năm 1896.